# Lakatos Károly (ornitológus)
Csikszentsimonyi és ernyesi Lakatos Károly (Győr, 1853. július 23. – Budapest, 1914. április 15.) ornitológus, vadász és kutyaidomító.

## Életútja
Lófő-székely családból származott. Iskoláit Nagykanizsán és Zalaegerszegen végezte; főleg a vízi madarak és ragadozók életmódjának tanulmányozásával és ismertetésével foglalkozott. Mint a budapesti ornitológiai középpont tagja, minden tavasszal és ősszel madárvonulási megfigyeléseket tett és az 1890. évi megfigyelései a II. nemzetközi ornitológiai kongresszus munkálatainál szerepeltek. Szegeden vadászkutyaidomító-intézetet rendezett be, melynek mestere és tulajdonosa volt. A Field című angol vadász és sportlapban is jelentek meg írásai. Idegsorvadás következtében hunyt el, a rákoskeresztúri temetőben helyezték örök nyugalomra.

## Írásai
Cikkei a Természettudományi Közlönyben (1878. A magyarországi örves ölyvekről, 1879. A magyarországi kányákról, A réti sasról, 1882. A méhész ölyvről); a Vadászlapban (1883. Mocsári zsiványok, A túzok, A sár-szalonkák, 1884. Nemesgémfajaink, A lotyó-snepf, A vadlúd, 1885. Havasi billegény, egy ritka vendég Szegeden, Nappali orvmadaraink zsákmányolási módjáról, 1886. A horgosi vizek, Az erdei szalonka húzása és költéséről, Az erdei szalonka természetrajzi leirása, 1887. Difformis csőrű madarak, Az erdei szalonkák párosodása, Ragadozó madaraink magyar elnevezéseinek kérdéséhez. A kardcsőrű gulipán snepf, 1888. Madaraink téli élete, 1889. A szélkiáltóról, Ősvilági madarak, 1890. Madarász naplómból, A hazai kányafajok elterjedéséről sat.), a Szemlében (1884. Kócsag-fajaink, A madarak szerelme, házasélete és fészkelése, A madarak földrajzi elterjedése, A császármadár, A verebek játéka, A madarak vándorlása, A szélkiáltó, 1885. A szőrmés ragadozók kártékonyságáról vadállományra nézve, Az ölv, adat a vadászat állattanához, Az erdő csendéletéből, Apró madaraink réme, A kiválóbb énekes madaraink daláról), sat.; A Természetben (1897. Tiszamenti madárnevek); a Szegedi Hiradónak is munkatársa volt.

## Munkái
- Magyarország nappali orvmadarai. Erdészek, vadászok és gyűjtők számára. Szeged, 1882
- Vadászati és madarászati emlékeimből. Uo. 1891. Három színnyomatú rajzzal és 13 ábrával (Ism. Szegedi Hiradó 184. sz. Vasárnapi Ujság 28. sz.)
- Természeti és vadászképek. Uo. 1897
- Vadászhit. A magyar vadászbabonák és hiedelmek kultusa. Uo. 1897 (Ism. Vasárnapi Ujság 7. sz.)
- A császármadár és vadászata. Vastagh Géza címképével és Lendl Adolf rajzaival. Budapest, Markovits és Garai, 1899
- A vadászmesterség könyve (Szakvadász a gyakorlatban) Szeged, 1903
- Az erdei szalonka és vadászata, Vadászati monográfia. Szeged, Nagel, 1904 (hasonmásban: 1999)
- Vadászhit. A magyar vadászbabonák és hiedelmek kultusza; 2., bőv. kiad.; Engel, Szeged, 1910 (hasonmásban: 1990)
- Magyarország orvmadárfaunája (Nappali és éjjeli ragadozók) Vadászati résszel. Szeged, 1910
- A haltenyésztés szárnyas ellenei és irtási (vadászati) módjuk. Ungvár, 1913
- Természeti és vadászképek; DNM, Pusztazámor, 2000 (Magyar vadászírók klasszikusai)
- Vadászhit / A császármadár és vadászata; DNM, Pusztazámor, 2002 (Magyar vadászírók klasszikusai)

Szerkesztette a budapesti Természet c. folyóiratot 1897-től (Lendl Adolffal).